# 毛花轴桐
毛花轴桐（学名：Licuala dasyantha）为棕榈科轴榈属下的一个种。

## 扩展阅读
- 維基物種上的相關：毛花轴桐